# Erucastrum varium
Erucastrum varium là một loài thực vật có hoa trong họ Cải. Loài này được (Durieu) Durand mô tả khoa học đầu tiên năm 1849.